# موصل Q

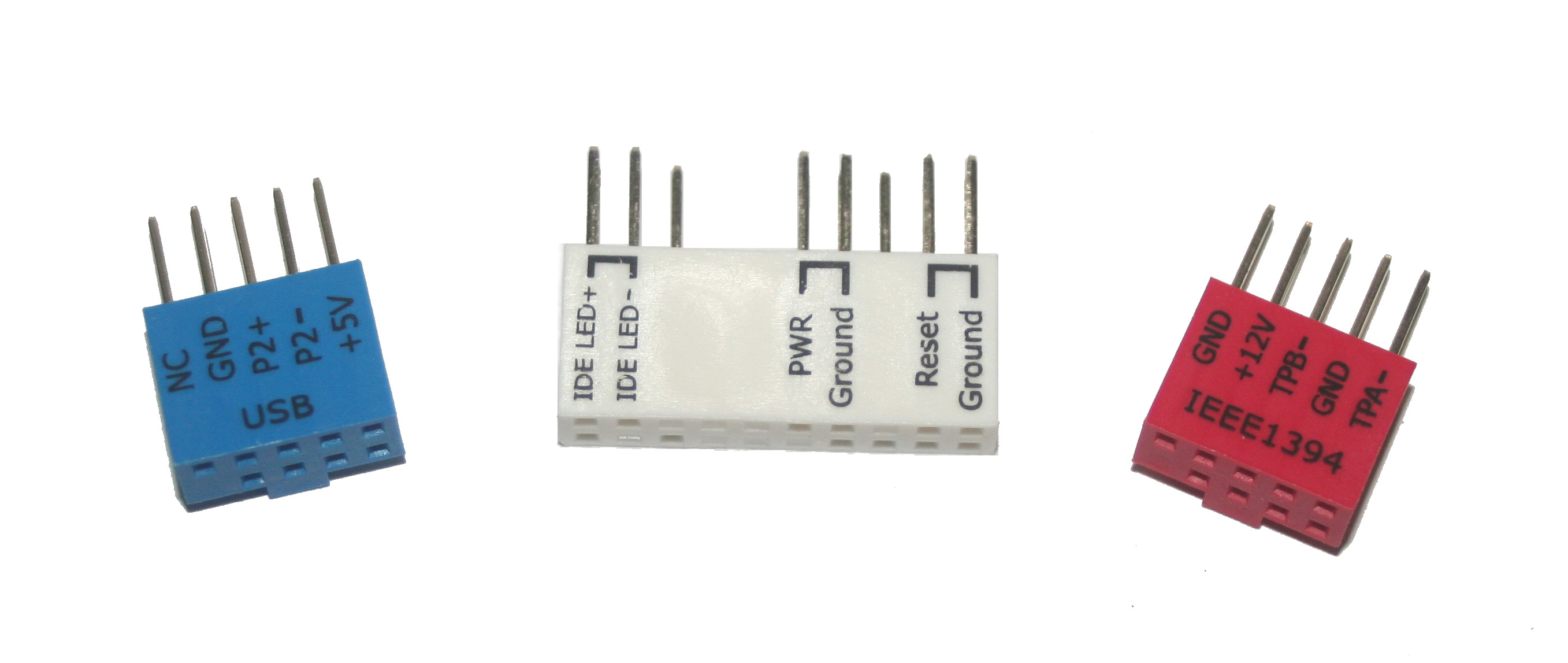

موصل Q من أسوس هو موصل يقع بين لوحة الأم وصندوق المعيار الموسع للتقنية المتقدمة ‏، ويوفر خطوة واحدة للاتصال والانفصال من اللوحة الأمامية للحاسوب (مثل: زر الطاقة و Yعادة التشغيل).

## وصلات خارجية
- فديو يوضح طريقة عملة